# جنيفر لومباردو
جنيفر لومباردو (بالإيطالية: Jennifer Lombardo)‏ هي رباعة إيطالية، ولدت في 24 يونيو 1991 في باليرمو في إيطاليا.

## وصلات خارجية
- جنيفر لومباردو على موقع الاتحاد الدولي (الإنجليزية)
- جنيفر لومباردو على موقع مشروع نتائج رفع الأثقال الدولية (الإنجليزية)
- جنيفر لومباردو على موقع IAT Database Weightlifting (الألمانية)
- جنيفر لومباردو على موقع IAT Database Weightlifting (الألمانية)